# 特尔玛·霍普金斯
特尔玛·霍普金斯（英語：Thelma Hopkins，1936年3月16日—），英国女子田径运动员，主攻跳高。她曾代表英国参加1952年和1956年夏季奥林匹克运动会田径比赛，其中1956年奥运会获得一枚银牌。